# Plaisance (Haiti)
Plaisance (Haitianisch-Kreolisch Plezans) ist eine Gemeinde im Département Nord von Haiti und Hauptort des gleichnamigen Arrondissements.

## Geschichte
Plaisance wurde im Jahr 1749 gegründet.
Die französischen Siedler bevorzugten die Gegend von Plaisance wegen ihres angenehmen Klimas als Ausflugsziel. Im Jahr 1793 fiel der Ort an die Spanier unter Toussaint Louverture. Bereits ein Jahr später eroberten die Franzosen Plaisance zurück.
Im Jahr 1802 kam es im Ortsteil Gobert zu einem historischen Treffen zwischen Jean-Jacques Dessalines und Alexandre Sabès Pétion, den Führern der Schwarzen und der Mulatten, die hier vereinbarten, gemeinsam gegen die französische Kolonialmacht vorzugehen.
In den verschiedenen inneren Auseinandersetzungen Haitis im 19. Jahrhundert war Plaisance angesichts seiner strategisch wichtigen Lage zwischen dem Norden und dem Süden häufig umkämpft.
Bei dem Erdbeben in Haiti 2018 wurde die katholische Kirche des Ortes beschädigt.
Während des Königreichs der Haitianer (1807 bis 1820) unter Henri Christophe bestand der Titel eines Duc de Plaisance (Herzog von Plaisance).

## Lage und Beschreibung
Neben dem Stadtzentrum Ville de Plaisance bestehen acht Gemeindebezirke:
1. Gobert (auch: Colline Gobert) mit Bellevue, Bertin, Maguimbo und Maillète,
2. Champagne mit Catalogne, Delbes, Fond Lerisse, Jimbi, La Fleur, Ligrin und Nan Poudré,
3. Haut Martineau mit Martino, Masouco und Tiréle ,
4. Mapou mit Bassin, Bois Rouge, Depe, Duvivier, Lorguesse, Pica und Pilote ,
5. La Trouble mit Bassin Pois Doux,
6. La Ville mit Carber, Fessac, Haut Bassin, Nan Ti Fond und Platon Duricie,
7. Bassin mit Bassin Laurent, Brévin, Despagnes, Dimini, L'Ilet, Matiaca, Moreau, Nan Claire, Ovré, Paquio, Poudrière, Vaset und Villard sowie
8. Grande Rivière mit Bélizaire, Bellevue, Benjamin, Bernard, Bois d'Homme, Bois d'Orme, Bois Noir, Bois Pignon, Carrefour Bois d'Homme, Chatard, De Chaye, Demoitier, Fond Grande Rivière, Galbo, L'Etang, Nan Blain, Ti Place und Vieux-Dépot.

Die Route Nationale RN-1 verbindet Plaisance mit Cap-Haïtien im Norden (49 Kilometer) und Gonaïves im Südwesten (52 Kilometer). In dem Ort zweigt die Route Départementale RD-116 nordwestlich nach Gros-Morne ab (34 Kilometer).
Neben Plaisance im gleichnamigen Arrondissement des Département Nord besteht auch der Ort Plaisance-du-Sud im Département Nippes auf der Tiburon-Halbinsel.